# German Elias Berrios
Germán Elías Berríos Marca (Tacna, 17 d'abril de 1940) és un metge psiquiatre, filòsof i psicòleg peruà. Actualment, és catedràtic del departament de Psiquiatria a la Universitat de Cambridge.

## Biografia

### Estudis i trajectòria
Nascut el 17 d'abril de 1940 a Tacna, Perú, va cursar estudis secundaris en el Col·legi Nacional Coronel Bolognesi, llavors al carrer Billinghurst de Tacna. El 1961 es va casar amb Doris Alvarado Contreras, filla de l'automobilista Arnaldo Alvarado Degregori. La parella va tenir quatre fills: Germán Arnaldo, Francesc Xavier, Claudio Fabricio (fisiòleg) i Rubén Ernesto (filòsof).
Berríos va fer estudis superiors de Medicina i Filosofia a les facultats de San Fernando y letras de la Universitat Nacional Major de Sant Marcos, on va ser deixeble de Víctor Li Carrillo, Augusto Salazar Bondy i Gred Ibscher.
El 1965, va obtenir el grau de batxiller en Medicina i Cirurgia després d'un intent fallit en què el jurat va desaprovar una tesi sobre la base teòrica de la psiquiatria.
El 1966, es va traslladar a Irlanda del Nord, on va treballar per un any en el Banbridge Hospital i va rebre el títol de metge. Gràcies a una beca, va estudiar Filosofia i Psicologia al Corpus Christi College de la Universitat d'Oxford, de la qual es va graduar amb honors a l'antic grau de Psicologia i Filosofia el 1968 (B.A.) i on va treballar al costat de Peter Frederick Strawson i Alfred Jules Ayer. A l'any següent, va completar el seu entrenament en Neurologia i Psiquiatria en els Oxford University Hospitals, obtenint així el seu diploma en Medicina Psicològica.
Després d'obtenir la disputada Wellcome Trust Fellowship, el 1969 va seguir estudis de doctorat en Història i Filosofia de la Ciència (DPhil) sota la tutela dels pioners Alistair Cameron Crombie, Elizabeth Anscombe i Rom Harré. Posteriorment, va realitzar dos mestratges (M.A.) a Oxford i en el Robinson College de Cambridge el 1971 i 1977, respectivament, i el doctorat en Medicina a Sant Marc el 1983.
Després d'exercir a l'Hospital Mental de Littlemore, a Oxford, i ser investigador principal en el Corpus Christi College, el 1974 va ingressar com a professor ajudant a la Universitat de Leeds, on es va formar en Estadística i Modelació Matemàtica amb el professor Max Hamilton.1 Des 1977 exerceix la docència a Cambridge quan va ingressar al Robinson College, del ser director d'estudis mèdics (1981-1996) i del qual actualment és fellow vitalici i professor emèrit. A més, ha estat cap de Neuropsiquiatria de l'Addenboorks Hospital de la mateixa universitat durant diversos anys.
Per molts anys ha estat consultor en temes de psiquiatria del govern espanyol i del govern britànic a Hong Kong. Actualment, és president del comitè d'Ètica i Investigació de Cambridge i és editor tant de la British Journal of Psychiatry com de la History of Psychiatry, aquesta última fundada al costat de Roy Porter l'any 1989.
El 1988, va ser nomenat fellow de la British Psychological Society i, el 2000, de l'Academy of Medical Sciences.

### Recerca
Les seves dues àrees centrals d'investigació són les complicacions mentals de la malaltia neurológica i l'estructura, història i capacitat epistemològica de la psicopatologia descriptiva. És membre del Departament de Psiquiatria de la Universitat de Cambridge. Les seves idees han estat continuades i desenvolupades per membres de l'Escola Psicopatológica de Cambridge, molts provinents de països com ara Austràlia, Espanya, Japó, Índia, Xile, Rússia, etc. Està també interessat en l'ètica de la investigació mèdica i durant 20 anys va ser president del comitè d'ètica de la investigació humana de la Universitat de Cambridge i del comtat de Cambrigeshire. Ha estat professor visitant en universitats a Hong Kong, Barcelona, Lima, Heidelberg, Jerusalem, Cornell, Adelaide, Xile, Mèxic, Medellín, etc.
Ha publicat 14 llibres i més de 430 articles sobre els aspectes clínics i epistemològics de la neuropsiquiatría5 i de la psicopatologia descriptiva.
A l'any 2018 va participar al 25 Simposi Internacional sobre Actualitzacions i Controvèrsies en Psiquiatria, a Barcelona, del 19 al 21 d'abril, dedicat a la Complexitat en Psiquiatria.

### Premis i reconeixements
És Doctor en Medicina honoris causa per la Universitat de Heidelberg (Alemanya) i la Universitat Nacional Major de Sant Marcos (Perú).
Càtedres de psicopatologia «German Berrios» a la Universitat d'Antioquia de Colombia (2006) i a la Universitat de São Paulo de Brasil (2009). És membre de la British Psychological Society, de la Academia de Ciencias Médicas (Royal College of Psychiatrists) i d'altres institucions. Està en posesió del Premio de Neurosiquiatría Ramón y Cajal (2008) i de la Medalla Honorio Delgado (2016).
A l'any 2006, la Universidad de Antioquía va crear la càtedra de psicologia descriptiva al seu nom i en 2010 el Royal College of Psychiatrist el va fer Honorary Fellow.
A l'any 2007, el Govern peruà el va nomenar Gran Oficial de la Orden del Sol del Perú.
L'any 2010 va ser nomenat Doctor Honris Causa per la Universitat Autònoma de Barcelona, a la cerimònia d'investidura va presentar el discurs: Objetos híbridos en psiquiatría: historia y epistemología